# Diecezja Visby

Herb diecezji

Diecezja Visby (szw. Visby stift) – diecezja Kościoła Szwecji z siedzibą w Visby obejmująca trzy wyspy Gotlandia, Fårö i Gotska Sandön. Dzieli się na trzy dekanaty (szw. kontrakt).
W skład diecezji wchodzi, m.in. 92 średniowiecznych kościołów parafialnych zbudowanych między rokiem 1100 a 1350, wszystkie nadal aktywne (msza święta przynajmniej raz w tygodniu).

## Kościoły
- Kościół w Akebäcku (Akebäcks Kyrka)
- Kościół w Ali (Ala Kyrka)
- Kościół w Alskogu (Alskogs Kyrka)
- Kościół w Alvie (Alva Kyrka)
- Kościół w Andze (Anga Kyrka)
- Kaplica w Ardre (Gunfiauns Kapell) (ruiny)
- Kościół w Ardre (Ardre Kyrka)
- Kościół w Atlingbo (Atlingbo Kyrka)
- Kościół w Barze (Bara Kyrka) (ruiny)
- Kościół w Barlingbo (Barlingbo Kyrka)
- Kościół w Björke (Björke Kyrka)
- Kościół w Boge (Boge Kyrka)
- Kościół w Bro (Bro Kyrka)
- Kościół w Bunge (Bunge Kyrka)
- Kościół w Bursie (Burs Kyrka)
- Kościół w Buttle (Buttle Kyrka)
- Kościół w Bälu (Bäls Kyrka)
- Kościół w Dalhem (Dalhems Kyrka)
- Kościół w Eke (Eke Kyrka)
- Kościół w Ekeby (Ekeby Kyrka)
- Kościół w Ekście (Eksta Kyrka)
- Kościół w Elinghem (Elinghems Kyrka) (ruiny)
- Kościół w Endre (Endre Kyrka)
- Kościół w Eskelhem (Eskelhems Kyrka)
- Kościół w Etelhem (Etelhems Kyrka)
- Kościół w Fardhem (Fardhems Kyrka)
- Kościół w Fide (Fide Kyrka)
- Kościół w Fleringe (Fleringe Kyrka)
- Kościół w Fole (Fole Kyrka)
- Kościół w Follingbo (Follingbo Kyrka)
- Kościół w Fröjel (Fröjels Kyrka)
- Kościół na Fårö (Fårö Kyrka)
- Kościół w Gammelgarn (Gammelgarns Kyrka)
- Kościół w Gann (Ganns Kyrka) (ruiny)
- Kościół w Ganthem (Ganthems Kyrka)
- Kościół w Garde (Garde Kyrka)
- Kościół w Gerum (Gerums Kyrka)
- Kaplica w Gnisvärd (Gnisvärds Kapell)
- Kościół w Gothem (Gothems Kyrka)
- Kaplica na Gotska Sandön (Gotska Sandöns Kapell)
- Kościół w Grötlingbo (Grötlingbo Kyrka)
- Kościół w Guldrupe (Guldrupe Kyrka)
- Kościół w Hablingbo (Hablingbo Kyrka)
- Kościół w Hall (Halls Kyrka)
- Kościół w Halli (Halla Kyrka)
- Kaplica w Hallshuk (Hallshuks Kapell)
- Kościół w Hamrze (Hamra Kyrka)
- Kościół w Hangvar (Hangvar Kyrka)
- Kościół w Havdhem (Havdhems Kyrka)
- Kościół w Hejde (Hejde Kyrka)
- Kościół w Hejdeby (Hejdeby Kyrka)
- Kościół w Hejnum (Hejnums Kyrka)
- Kościół w Hellvi (Hellvi Kyrka)
- Kościół w Hemse (Hemse Kyrka)
- Kościół w Hogrän (Hogräns Kyrka)
- Kościół w Hörsne (Hörsne Kyrka)
- Kościół w Klinte (Klinte Kyrka)
- Kościół w Kräklingbo (Kräklingbo Kyrka)
- Kościół w Källunge (Källunge Kyrka)
- Kościół w Lau (Lau Kyrka)
- Kościół w Levide (Levide Kyrka)
- Kościół w Linde (Linde Kyrka)
- Kościół w Lojście (Lojsta Kyrka)
- Kościół w Lokrume (Lokrume Kyrka)
- Kościół w Lummelundzie (Lummelunda Kyrka)
- Kościół w Lye (Lye Kyrka)
- Kościół w Lärbro (Lärbro Kyrka)
- Kościół w Martebo (Martebo Kyrka)
- Kościół w Mästerby (Mästerby Kyrka)
- Kościół w Norrlandzie (Norrlanda Kyrka)
- Kościół w När (Närs Kyrka)
- Kościół w Näs (Näs Kyrka)
- Kościół w Othem (Othems Kyrka)
- Kościół w Romie (Roma Kyrka)
- Opactwo w Romie (Roma Kloster) (ruiny)
- Kościół w Rone (Rone Kyrka)
- Kościół w Rute (Rute Kyrka)
- Kościół w Sandzie (Sanda Kyrka)
- Kościół w Silte (Silte Kyrka)
- Kościół w Sjonhem (Sjonhems Kyrka)
- Kościół w Slite (Slite Kyrka)
- Kościół w Sproge (Sproge Kyrka)
- Kościół w Stenkumli (Stenkumla Kyrka)
- Kościół w Stenkyrce (Stenkyrka Kyrka)
- Kościół w Ståndze (Stånga Kyrka)
- Kościół w Sundre (Sundre Kyrka)
- Kościół w Tingstäde (Tingstäde Kyrka)
- Kościół w Tofcie (Tofta Kyrka)
- Kościół w Träkumli (Träkumla Kyrka)
- Kościół w Vall (Valls Kyrka)
- Kościół w Vallstenie (Vallstena Kyrka)
- Kościół w Vamlingbo (Vamlingbo Kyrka)
- Kościół w Viklau (Viklau Kyrka)
- Kościoły w Visby:
  - St. Maria
  - Allhelgona
  - Terra Nova
  - St. Mikael (kaplica)
  - Visborg
- Ruiny kościołów w Visby:
  - St. Clemens
  - Drotten
  - St. Gertrud
  - St. Göran
  - St. Hans, Helge och St. Karin
  - St. Lars
  - St. Nioclaus
  - St. Olof
  - St. Per
- Kościół w Vänge (Vänge Kyrka)
- Kościół w Väskinde (Väskinde Kyrka)
- Kościół w Västergarn (Västergarns Kyrka)
- Kościół w Västerhejde (Västerhejde Kyrka)
- Kościół w Väte (Väte Kyrka)
- Kościół w Öja (Öja Kyrka)
- Kościół w Östergarn (Östergarns Kyrka)